# Konto Microsoft
Konto Microsoft (dawniej Windows Live ID, jeszcze dawniej Microsoft Passport lub .NET Passport) – usługa sieciowa firmy Microsoft, zapewniająca jednorazową identyfikację przy pojedynczym logowaniu i przeprowadzanie bezpiecznych operacji, w tym handlowych i finansowych. Identyfikatory, hasła, numery kart kredytowych, informacje o wysyłce i rachunkach użytkownika są przechowywane na serwerach Microsoftu, co umożliwia dokonywanie zakupów i innych usług bez wielokrotnego logowania się w różnych serwisach kompatybilnych z .NET Passport. Oparty na serwerze system zastąpił wcześniejszy Microsoft Wallet wbudowany w Internet Explorera. Część funkcji witryny Microsoftu korzysta z usług .NET Passport, tak samo jest z wszystkimi usługami Windows Live. Konto Microsoft można połączyć z kontem użytkownika Windows 8 oraz do 5 maja 2025 roku z komunikatorem internetowym Skype. W związku z wprowadzeniem systemu Windows 8, Microsoft zmienił nazwę usługi z Windows Live ID na Konto Microsoft (ang. Microsoft Account)
Nazwa identyfikatora jest równoznaczna adresowi e-mail, jednak adres ten może znajdować się w dowolnej domenie.